# 3796 Lene
3796 Lene (1986 XJ) là một tiểu hành tinh vành đai chính được phát hiện ngày 6 tháng 12 năm 1986 bởi P. Jensen ở Brorfelde.